# Can Macià (la Cellera de Ter)
Can Macià és una obra de la Cellera de Ter (Selva) inclosa a l'Inventari del Patrimoni Arquitectònic de Catalunya.

## Descripció
Edifici entre mitgeres de tres plantes i golfes amb coberta de doble vessant a façana situat en un dels costats de la Plaça de la Vila. Consta de dues crugies, té la planta rectangular i la façana està pintada d'un color ocre. Aquesta construcció respon a la tipologia de casa medieval transformada.
La planta baixa consta d'un sòcol amb placats de pedra i de dues obertures rectangulars, la porta d'entrada i la porta del garatge.
El primer pis té dues finestres. Una està emmarcada de pedra sorrenca i té els muntants i la llinda motllurats. El mal estat de l'ampit ha propiciat la seva cobertura amb rajoles. A la llinda, a més de la data de 1602, hi ha una decoració de floró triangular al centre culminada amb una creu. Aquest és un tipus de decoració comú i típic per a les finestres d'època moderna (segle XVI-XVIII). L'altra finestra, emmarcada de pedra de Girona, acompanya un balcó amb base monolítica i barana de ferro forjat. Al centre de la barana consta la data de 1882 i les inicials J. M.
El segon pis conté dues finestres de nova factura (1987).
El tercer pis conté un badiu de tres arquets enreixats i la cornisa amb un ràfec de coberta de dues filades mixtes.

## Història
En aquest immoble s'aprecien elements de diferents èpoques o moments constructius. La situació original i l'emplaçament són medievals, una de les finestres del primer pis és del segle xvii (1602), el balcó fou obert al segle xix (1882) i la planta baixa i el segon pis són típics del segle XX (1987).